# Floods
«Floods» es una canción de la banda de heavy metal Pantera de su álbum de 1996 The Great Southern Trendkill. Es la canción más larga del álbum y trata sobre una inundación que destruye la humanidad.
La Revista Guitar World ubica el solo de guitarra de Dimebag Darrell en "Floods", en  el puesto número 19 de los 100 solos de guitarra más grande de todos los tiempos. El solo era originalmente un riff compuesto por el guitarrista Dimebag en la década de los 80. 
Esto se revela en el primer DVD llamado Dimevision, que cuenta con un video de 1988 donde a los  22 años de edad, Darrell toca lo que más tarde sería el solo final de esta canción.